# Boche

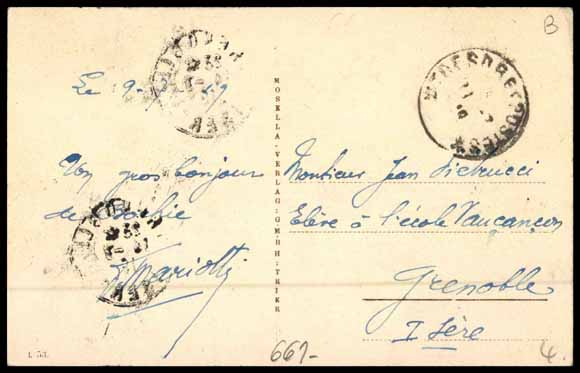
Feldpostkarte von 1919 Un gros bonjour de Bochie („Viele Grüße aus Deutschland“)

Der Begriff boche [bɔʃ] stammt aus dem Französischen und wird überwiegend als herablassende, häufig diffamierende Bezeichnung für Deutsche gebraucht. Sein Auftreten in der zweiten Hälfte des 19. Jahrhunderts fällt in etwa mit dem erneuten Aufkeimen des deutsch-französischen Konflikts zusammen. Weiterhin fand boche verstärkt Verwendung im Ersten und Zweiten Weltkrieg und ist auch heute noch gebräuchlich. Während und nach dem Ersten Weltkrieg wurde Bochie (Land der ‚boches‘) herablassend für ,Deutschland‘ verwendet.

## Verwendung und Bedeutungen
Boche ist ein Ethnophaulismus der französischen Sprache für Deutsche. Mit dem Ausdruck une drôle de boche kann man jedoch auch eine seltsame Geschichte bezeichnen, ohne dass hierbei Bezug auf die deutsche Nationalität genommen würde. Daneben existiert der Ausdruck boche du nord, mit dem während des Ersten Weltkriegs französische Kriegsflüchtlinge, später Nordfranzosen ganz allgemein bezeichnet wurden. Durch Transfer des Wortes ins Alemannische entstand in Süddeutschland die selbstironische Bezeichnung „der Bosch“ als seltener Sprachgebrauch. Ernst von Salomon hat den Begriff in seinen Roman Boche in Frankreich (erschienen 1950), einer Episode aus seinem kontroversen Werk Der Fragebogen, aufgenommen.

## Etymologie
Seinen etymologischen Ursprung hat der Begriff boche wahrscheinlich im Wort alboche, einer Zusammensetzung aus dem Präfix al- – abkürzend für allemand „deutsch“ – und boche aus caboche („Dickschädel“). Im 19. Jahrhundert diente die Redewendung tête de boche dazu, jemanden als Dickkopf oder Holzkopf zu beschimpfen. Ursprünglich wurde mit boche auch eine Holzkugel, vergleichbar einer Kegelkugel, bezeichnet.
Nach dem Sprachforscher Charles Berlitz ist die Endung -boche dagegen (ebenso wie z. B. die Endung -miche) nichts weiter als eine (noch heute im französischen Argot) gebräuchliche Verkleinerungssilbe. So war es im Volksmund üblich, statt von Allemand „Deutscher“ von Alboche „kleiner Deutscher“ zu reden, ebenso wie man für Italiener häufig das Wort Italboche (Italiker) verwendete. Der Begriff Alboche hatte in der französischen Bevölkerung einen leicht herablassenden Beiklang, wurde jedoch nicht als Schimpfwort verstanden.
Die Annahme, der Begriff sei aus dem Namen der Firma Bosch abgeleitet, ist falsch, da selbige erst 1886 gegründet, der Begriff jedoch schon im Deutsch-Französischen Krieg von 1870 bis 1871 verwendet wurde. Ebenso falsch ist die in Deutschland noch immer weit verbreitete Ansicht, boche würde „Schwein“ bedeuten oder sei zumindest eine veraltete französische Bezeichnung für dieses Tier.